# 迪科讷
迪科讷（法語：Diconne，法語發音：[dikɔn]）是法国索恩-卢瓦尔省的一个市镇，属于卢昂区。

## 地理
迪科讷（46°46'26"N, 5°8'3"E）面积15.94 平方千米，位于法国勃艮第-弗朗什-孔泰大區索恩-卢瓦尔省，该省份为法国中部省份，北起顺时针与科多尔省、汝拉省、安省、罗讷省、卢瓦尔省、阿列省和涅夫勒省接壤。
与迪科讷接壤的市镇（或旧市镇、城区）包括：维勒戈丹、梅尔旺、布雷斯地区圣马丹、蒂雷。

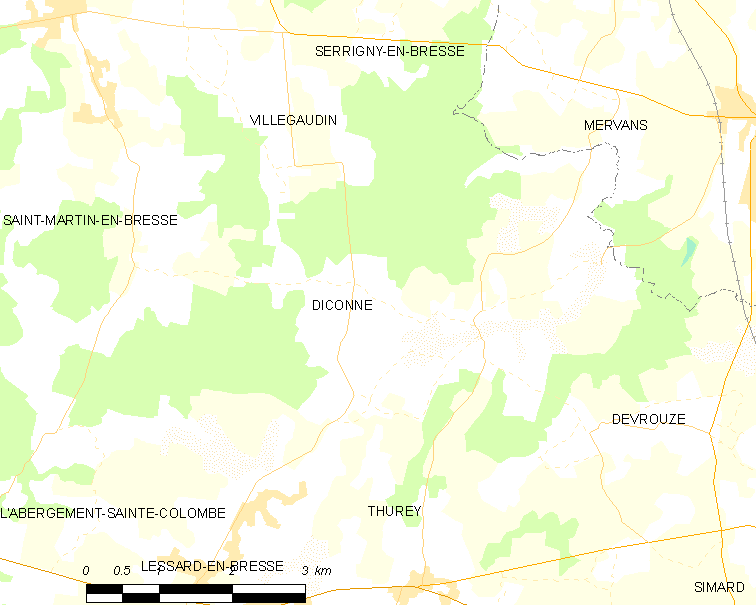
迪科讷的OSM定位图

迪科讷的时区为UTC+01:00、UTC+02:00（夏令时）。

## 行政
迪科讷的邮政编码为71330，INSEE市镇编码为71175。

## 政治
迪科讷所属的省级选区为皮埃尔德布雷斯县。

## 人口

1962-2008年间迪科讷人口变化图示

迪科讷于2022年1月1日时的人口数量为373人。